# Gmina Uddevalla
Gmina Uddevalla (szw. Uddevalla kommun) – gmina w Szwecji, w regionie Västra Götaland, z siedzibą w Uddevalla.
Pod względem zaludnienia Uddevalla jest 43. gminą w Szwecji. Zamieszkuje ją 50 068 osób, z czego 50,63% to kobiety (25 348) i 49,37% to mężczyźni (24 720). W gminie zameldowanych jest 2195 cudzoziemców. Na każdy kilometr kwadratowy przypada 78 mieszkańców. Pod względem wielkości gmina zajmuje 149. miejsce.